# Ravsted (plaats)
Ravsted is een plaats in de Deense regio Zuid-Denemarken, gemeente Aabenraa, en telt 476 inwoners (2007).